# Носевич, Сергей Антонович
Серге́й Анто́нович Носе́вич (бел. Сяргей Антонавіч Насевіч; род. 31 мая 1973) —  советский и белорусский шашист и тренер, чемпион Европы среди команд (1999), многократный чемпион Белоруссии по международным шашкам (2001, 2002, 2010, 2015). Международный гроссмейстер. Является заместителем председателя Белорусской федерации шашек, старший тренер СДЮШОР №11.

## Спортивные достижения
На Чемпионате мира по международным шашкам среди мужчин (2005) занял 7 место, на чемпионате мира по международным шашкам 2017 года занял 22 место в полуфинале Б.
На чемпионате Европы 2002 года поделил 17-24 место, в 2008 года занял 39 место, в 2010 года — 25 место, в 2014 года — 27 место.
Четырёхкратный чемпион Белоруссии (2001, 2002, 2012, 2015)
Выступает за клуб РЦОП (Минск), в составе которого и стал чемпионом Европы.
Среди учеников:  Игорь Михальченко, Андрей Толчиков, Ирина Пашкевич.
В  2007 году назвал самой запоминающий своей партией игру "с «легендой» шашек из Голландии Тоном Сейбрандсом: «У него феноменальные память и расчетные способности. Приятно, что тогда я его несколько удивил».